# Verteilerverkehr
Unter Verteilerverkehr versteht man das Verbringen der Waren aus multimodalen Verkehr und intermodalem Verkehr zum Bestimmungsort der Sendung / Endkunden, bzw. im Personenverkehr den Reisenden / Schüler zum Ziel.

## Ablauf
An einem Containerterminal übernimmt der Spediteur meist einen genormten EU-Container oder er lädt Waren in Rollcontainer / Trolley um bzw. auf Europaletten. Dann erhält er den Lieferschein / Frachtbrief und fängt den eigentlichen Güterverkehr zum Kunden an, wobei mehrere Empfänger nacheinander angefahren werden können.
Auch Paketdienste und die Postdienstleister sind im Verteilerverkehr tätig.
Einen Sonderweg bieten im Personenverkehr Schulbusse und Omnibusse mit Fahrgästen von Reiseveranstaltern. Auch diesen nennt man Verteilerverkehr.